# Habenaria magnifica
Habenaria magnifica là một loài thực vật có hoa trong họ Lan. Loài này được Fritsch mô tả khoa học đầu tiên năm 1901.